# جانلويجي بيانكو
جانلويجي بيانكو (بالإيطالية: Gianluigi Bianco)‏ هو لاعب كرة قدم إيطالي في مركز الدفاع، ولد في 11 مايو 1989 في جنوة في إيطاليا. شارك مع منتخب إيطاليا تحت 20 سنة لكرة القدم. أما مع النوادي، فقد لعب مع نادي أفيلينو ونادي إمبولي ونادي بينيفينتو ونادي ساسولو ونادي سامبدوريا ونادي فروسينوني ونادي فيتشينزا ونادي كريمونيسي.

## وصلات خارجية
- جانلويجي بيانكو على موقع قاعدة بيانات كرة القدم.إي يو (الإنجليزية)
- جانلويجي بيانكو على موقع Soccerway.com (الإنجليزية)
- جانلويجي بيانكو على موقع عالم كرة القدم.نت (الإنجليزية)